# Zaręby Kościelne
Zaręby Kościelne è un comune rurale polacco del distretto di Ostrów Mazowiecka, nel voivodato della Masovia.
Ricopre una superficie di 88,9 km² e nel 2004 contava 3 888 abitanti.